# 記憶/ココロオドレバ
『記憶/ココロオドレバ』（きおく/ココロオドレバ）は、渋谷すばるの1枚目のシングル。2015年2月11日にINFINITY RECORDSから発売された。本作をもってソロデビューを果たした。

## 概要
- 自身のソロデビューシングル。
- CDは初回限定盤、通常盤の2形態で発売。
- 関ジャニ∞に所属していた時期に発売された、唯一のソロシングルである。
- 表題曲「記憶」「ココロオドレバ」は、共に自身が主演するギャガ配給映画『味園ユニバース』の主題歌である[8][10][11][12]。
  - 両曲共に、自身の独立後に発売されたアルバムには収録されていない。
- カップリング「乗っかりトレイン」「護り歌」は、自身が作詞・作曲を担当した楽曲である[9]。
  - 通常盤のみ収録。
- 初回限定盤の特典DVDには、表題曲「記憶」のミュージック・ビデオを収録[9]。
  - 同MVはCD音源ではなく、ミュージック・ビデオ撮影時の歌唱と演奏が収録されている。

### 各形態概要
| 曲名             | 形態 | 形態 | 形態 |
| 曲名             | 初回 | 通常 |      |
| ---------------- | ---- | ---- | ---- |
| 乗っかりトレイン | ×    | ○    |      |
| 護り歌           | ×    | ○    |      |

| 特典内容                            | 形態       |
| ----------------------------------- | ---------- |
| 紙ジャケット仕様                    | 全形態     |
| 特典DVD（詳細は「#特典DVD」を参照） | 初回限定盤 |

## 販売形態
- 発売日：2015年2月11日
  - 初回限定盤（JACA-5514~5515：CD+DVD）
    - 紙ジャケット仕様

  - 通常盤（JACA-5516：CD）
    - 紙ジャケット仕様

## チャート成績

### シングルチャート順位
- オリコンチャート
  - 初週10.1万枚を売り上げ、2015年2月23日付の「オリコン週間 CDシングルランキング」で週間1位を獲得した[1]。
  - 累計111,682枚を売り上げ、2015年2月度「オリコン月間 CDシングルランキング」で月間4位を獲得した[2]。
  - 累計114,762枚を売り上げ、2015年度「オリコン上半期 CDシングルランキング」で上半期28位を獲得した[3]。
  - 2015年度「オリコン年間 CDシングルランキング」で年間59位を獲得した[4]。
- Billboard JAPAN
  - 2015年2月18日公開の「Billboard JAPAN Top Singles Sales」で週間1位を獲得した[5]。
  - 2015年度「Billboard Japan Top Singles Sales Year End」で年間43位を獲得した[6]。

### 各曲チャート順位
- Billboard JAPAN
  - 2015年2月18日公開の「Billboard Japan Hot 100」で「記憶」が週間1位を獲得した[7]。

## 収録曲

### CD
※「乗っかりトレイン」以降、通常盤のみ収録。
1. 記憶 - [5:02]
作詞・作曲：マシコタツロウ
編曲：大西省吾
  - ギャガ配給映画『味園ユニバース』主題歌[8]
2. ココロオドレバ - [3:08]
作詞：井上和樹、クスミビデオ、Peach
作曲：井上和樹
編曲：Peach
  - ギャガ配給映画『味園ユニバース』主題歌[8]
3. 乗っかりトレイン - [3:16]
作詞・作曲：渋谷すばる
編曲：平出悟
  - 自身で制作した楽曲。
4. 護り歌  - [3:43]
作詞：渋谷すばる
作曲：渋谷すばる、マシコタツロウ
編曲：マシコタツロウ
  - 自身で制作した楽曲。
5. 記憶（オリジナル・カラオケ）
6. ココロオドレバ（オリジナル・カラオケ）

### 特典DVD（初回限定盤）
1. 「記憶」Music Clip

## 収録作品

### 映像作品

#### ライブ映像
記憶
- 1stライブDVD/Blu-ray『記憶 〜渋谷すばる/1562』『記憶 〜渋谷すばる/LIVE TOUR 2015』

※通常盤・Blu-ray盤の特典CDにはライブ音源を収録。
- 2ndライブDVD/Blu-ray『渋谷すばる LIVE TOUR 2016 歌』

ココロオドレバ
- 1stライブDVD/Blu-ray『記憶 〜渋谷すばる/1562』『記憶 〜渋谷すばる/LIVE TOUR 2015』
- 5thライブBlu-ray『渋谷すばる LIVE TOUR 2024「Lov U」』

乗っかりトレイン
- 1stライブDVD/Blu-ray『記憶 〜渋谷すばる/1562』『記憶 〜渋谷すばる/LIVE TOUR 2015』
- 2ndライブDVD/Blu-ray『渋谷すばる LIVE TOUR 2016 歌』

護り歌
- 1stライブDVD/Blu-ray『記憶 〜渋谷すばる/1562』『記憶 〜渋谷すばる/LIVE TOUR 2015』

## 関連ライブ
- 渋谷すばる LIVE TOUR 2015（2015年1月18日 - 2月25日、全13公演）